# Пояс Ульчи
Пояс Ульчи — шестой студийный альбом группы «Калинов мост», записанный с перерывами в 1993 году. Помимо основного состава КМ, Татаренко и Ревякина в записи альбома принимало участие рекордное количество приглашённых музыкантов.

## Об альбоме
Работа над альбомом началась осенью 1992 года. Репетиции проходили дома у музыкантов или в подвале. Группа «Калинов Мост» после тура «Братск-Ангарск-Красноярск» фактически развалилась. Дмитрий Ревякин и Василий Смоленцев вдвоём проделали работу по подготовке к записи альбома «Пояс Ульчи». Далее были приглашены музыканты из Новосибирска — Олег Татаренко для игры на бас-гитаре и Александр Владыкин для игры на клавишах. В декабре 1992 года была начата студийная работа над альбомом. Также для записи альбома были приглашены известные музыканты  Инна Желанная, Вадим Голутвин, Александр Чиненков (оба из группы СВ), Сергей Воронов, Сергей Мазаев.
В январе 1993 года у Дмитрия Ревякина появляются проблемы с голосовыми связками — он не может вести вокальную партию и работа над альбомом останавливается. Весной 1993 года работа над альбомом продолжается.
Сведение альбома происходит летом 1993 года.

## Переиздания
В юбилейное переиздание к 20-летию группы от Real Records 2006 года в дополнение к основному альбом акустическую сольную запись Ревякина в общежитии НЭТИ города Новосибирска, сделанную 13 апреля 1992 года.

## Список композиций
Все песни написаны Дмитрием Ревякиным (кроме отмеченной).
| №                   | Название                                            | Длительность |
| ------------------- | --------------------------------------------------- | ------------ |
| 1.                  | «Сберегла»                                          | 2:21         |
| 2.                  | «Цветы Верояни»                                     | 5:17         |
| 3.                  | «Смеялись дети» (музыка - Д. Ревякин, О. Татаренко) | 4:18         |
| 4.                  | «Интухэ (Точить заступ)»                            | 3:27         |
| 5.                  | «Негоже»                                            | 4:53         |
| 6.                  | «Вернулся (Мозоли рун)»                             | 3:10         |
| 7.                  | «Пели ветры»                                        | 5:49         |
| 8.                  | «Цевень Твери»                                      | 3:42         |
| 9.                  | «Ветла»                                             | 5:17         |
| 10.                 | «Вслед за мной»                                     | 4:25         |
| 11.                 | «Оябрызгань»                                        | 2:12         |
| 12.                 | «Торопятся взгляды»                                 | 4:40         |
| 13.                 | «Попрощаться»                                       | 4:21         |
| Общая длительность: | Общая длительность:                                 | 54:06        |

| №  | Название          | Длительность |
| -- | ----------------- | ------------ |
| 1. | «Уходили из дома» | 3:58         |

| №                   | Название                                            | Длительность |
| ------------------- | --------------------------------------------------- | ------------ |
| 1.                  | «А если плеснуть в эту ночь…» (стихи)               | 1:15         |
| 2.                  | «Попрощаться»                                       | 2:45         |
| 3.                  | «Оябрызгань»                                        | 2:08         |
| 4.                  | «Торопятся взгляды»                                 | 2:25         |
| 5.                  | «Ветла»                                             | 1:59         |
| 6.                  | «Цветы Верояни»                                     | 4:01         |
| 7.                  | «Негоже»                                            | 4:39         |
| 8.                  | «Интухэ (Точить заступ)»                            | 2:44         |
| 9.                  | «Смеялись дети» (музыка - Д. Ревякин, О. Татаренко) | 3:36         |
| 10.                 | «Цевень Твери»                                      | 2:14         |
| Общая длительность: | Общая длительность:                                 | 27:46        |

## Участники записи
- Дмитрий Ревякин — вокал, акустическая гитара (9)
- Василий Смоленцев — гитара, бас (9), барабаны (5), тарелки (10), тамбурин (11), клавиши(12), подпевки
- Андрей Щенников — бас (2-4, 8, 10-13), подпевки
- Виктор Чаплыгин — перкуссия (2), тарелки (4, 7)
- Олег Татаренко — бас
- Александр Чиненков — труба, перкуссия, подпевки (8)
- Вадим Голутвин — акустическая гитара (5)
- Александр Владыкин — баян, клавиши, голос (11)
- Сергей Мазаев — кларнет, саксофон
- Сергей Воронов — губная гармоника
- Инна Желанная — вокал (2, 13), плач хазаринки (12)